# La Capelle
La Capelle è un comune francese di 1 963 abitanti. Esso è situato nel dipartimento dell'Aisne della regione dell'Alta Francia.

## Società

### Evoluzione demografica
Abitanti censiti